# Candice Morgan
Candice Morgan (sinh ngày 27 tháng 12 năm 1980 tại Lenasia, Johannesburg, Nam Phi) là nữ diễn viên và cựu nữ hoàng sắc đẹp đến từ Nam Phi. Morgan được trao vương miện Hoa hậu Kiếm thính Nam Phi 2004 tại Nhà hát Performer ở Pretoria. Cô được trao vương miện Hoa hậu Khiếm thính Thế giới vào tháng Bảy cùng năm tại Prague, Cộng hòa Séc.

## Sự nghiệp ban đầu
Morgan học tại trường MC Kharbai dành cho người khiếm thính, sau đó học về công nghệ thông tin tại Esselen Park. Cô bắt đầu trình diễn cho DTV ở tuổi 16 và trở thành nhân viên toàn thời gian vào năm 2002. Cô yêu thích diễn xuất và xuất hiện lần đầu trong Eve's Cradle, bộ phim truyền hình đoạt giải DTV. Nhân vật cô phải diễn tả là một cô gái Ấn Độ trẻ tuổi từ một gia đình Tamil nghiêm túc và là một người phụ nữ đã mang thai. Cha mẹ cô từ chối chấp nhận việc mang thai này của cô và Yashika là một trong ba người không may gặp phải móng vuốt của Jakoff, một người Bungaria độc ác đang điều hành một dự án nhận con nuôi trên internet.

## Tranh cãi
Candice tiết lộ rằng cô sinh một bé trai vào tháng 12 năm 2004. Điều này khiến cô vắng mặt trong buổi lễ khai mạc Paralympic, và các vấn đề về sau. Trong một lá thư gửi cho ban tổ chức, Candice tuyên bố rằng cô muốn được công khai về sự ra đời của con trai mình với tổ chức cuộc thi Hoa hậu Khiếm thính Nam Phi.

## Các hoạt động hiện tại
Cô trở lại truyền hình ngay sau khi vụ bê bối nổ ra để chỉ đạo, biên tập và trình bày DTV.